# Nicolaus Petri (Malexanders församling)
Nicolaus Petri, död 1639 i Malexanders församling, Östergötland, var en svensk präst i Malexanders församling.

## Biografi
Nicolaus Petri blev 1600 komminister i Ekeby församling och 1612 kyrkoherde i Malexanders församling. Han avled 1639 i Malexanders socken och begravdes 10 mars samma år.

### Familj
Nicolaus Petri gifte sig med änkan Kerstin. De fick tillsammans dottern Anna Nilsdotter (död 1656) som var gift med kyrkoherden Ericus Hultherus i Malexanders församling.